# Команчі (округ, Техас)
Шаблон:StateAbbr_ 31°57′ пн. ш. 98°34′ зх. д. / 31.95° пн. ш. 98.56° зх. д.
Округ Команчі (англ. Comanche County) — округ (графство) у штаті Техас, США. Ідентифікатор округу 48093.

## Історія
Округ утворений 1856 року.

## Демографія
За даними перепису 2000 року загальне населення округу становило 14026 осіб, зокрема міського населення було 4270, а сільського — 9756. Серед мешканців округу чоловіків було 6861, а жінок — 7165. В окрузі було 5522 домогосподарства, 3925 родин, які мешкали в 7105 будинках. Середній розмір родини становив 2,98.
Віковий розподіл населення поданий у таблиці:
| Стать    | До 15 років | 15-21 | 22-29 | 30-39 | 40-49 | 50-65 | 65-85 | Понад 85 |
| -------- | ----------- | ----- | ----- | ----- | ----- | ----- | ----- | -------- |
| Чоловіки | 1481        | 631   | 548   | 874   | 862   | 1234  | 1096  | 135      |
| Жінки    | 1463        | 574   | 548   | 835   | 794   | 1333  | 1295  | 323      |

## Суміжні округи
- Ерат — північний схід
- Гамільтон — південний схід
- Міллс — південь
- Браун — південний захід
- Істленд — північний захід

## Виноски
1. ↑  https://publications.newberry.org/ahcbp/documents/TX_Individual_County_Chronologies.htm
2. ↑  U.S. Decennial Census. United States Census Bureau. Архів оригіналу за 12 квітня 2013. Процитовано 21 квітня 2015.
3. ↑  Texas Almanac: Population History of Counties from 1850–2010 (PDF). Texas Almanac. Архів оригіналу (PDF) за 19 Квітня 2015. Процитовано 21 квітня 2015.
4. ↑  State & County QuickFacts. United States Census Bureau. Архів оригіналу за 19 Січня 2016. Процитовано 9 грудня 2013.(англ.) Наведено за англійською вікіпедією.
5. ↑  American FactFinder. Бюро перепису населення США. Архів оригіналу за 29 липня 2011. Процитовано 31 січня 2008.

| США | Це незавершена стаття з географії США. Ви можете допомогти проєкту, виправивши або дописавши її. |